# سرخس بادکنکی کوهستانی
سرخس بادکنکی کوهستانی (نام علمی: Cystopteris alpina) نام یک گونه از سرده سرخس بادکنکی است.